# Sinergia
La sinergia és el procés en què la combinació de diversos elements genera un resultat superior a la suma dels efectes individuals d'aquests elements. Aquest concepte s'aplica a diverses disciplines, incloent la biologia, la fisiologia, i l'empresa. En biologia, per exemple, fa referència a l'acció conjunta i activa de diversos factors o organismes que produeixen un resultat més eficient. En l'àmbit empresarial, la sinergia es busca per millorar els rendiments i l'eficàcia d'un grup o equip.

## Etimologia
El terme prové del grec i la seva traducció literal seria la de cooperació; no obstant això, es refereix a l'acció de dos (o més) causes l'efecte de les quals és superior a la suma dels efectes individuals; tanmateix, es pot utilitzar en temes d'empreses. Es troba també en biologia, quan es refereix al concurs actiu i concertat d'uns pocs òrgans per a realitzar una funció.

## Exemple
"Pot ser que no siguem tan bons atletes com ells, però lluitem com a equip. Saltar més alt i córrer més ràpid no és el que sempre et fa guanyar. Aquest és un esport d'equip, no tennis." Comentà Theodoros Papaloukas, jugador de bàsquet de la selecció nacional de Grècia, referint-se a la victòria del seu equip davant la selecció dels Estats Units en una de les semifinals del Japó 2006, i explica senzillament el concepte de sinergia.

## La sinergia en la teoria general de sistemes
La paraula augmenta la seva importància gràcies a la teoria general de sistemes, que fou desenvolupada pel biòleg austriac Ludwig von Bertalanffy. Relacionada amb la teoria de sistemes, la manera més senzilla per a explicar el terme sinergia és examinant un objecte o entitat tangible o intangible i, si en analitzar una de les parts aïlladament, aquesta part no dona una explicació relacionada amb les característiques o la conducta d'aquest, llavors s'està parlant d'un objecte sinèrgic. Lligat a aquest concepte se'n troba un altre, el de recursivitat, el qual assenyala que un sistema sinèrgic està compost alhora de subsistemes que també són sinèrgics.

## Requisits de la sinergia
La sinergia, per tant, té com a prerequisit la integració, i aquesta ha de ser precedida per l'afinitat de les parts, car la integració només és possible si existeix afinitat. En conseqüència, el desenvolupament d'una societat pot ser mitjà en funció de la sinergia existent. Les societats en creixement són altament sinèrgiques, car existeix afinitat entre les seves parts. L'ingredient fonamental de la sinergia és, per tant, l'afinitat i la seva contrapartida, l'odi. Sinergia i entropia són, per tant, oposats, el primer, unió d'energia; el segon, destrucció i dissipació d'energia. Val a definir en aquest punt l'entropia com el grau d'aleatorietat d'un sistema, el qual determina el seu ordre o existència anàrquica.

Exemples de sinergia:
- Rellotge: si tenim en compte cadascun dels seus components minuters, segoners o el seu mecanisme, cap d'aquests per separat podrà indicar l'hora; però si s'uneixen i s'interrelacionen segurament es tindrà amb exactitud l'hora.
- Els avions: cadascuna de les parts de l'avió no pot volar per si mateixa, només si s'interrelacionen ho aconsegueixen.
- Una lletra sola és simplement això, una lletra sola; si es combina amb d'altres es forma una paraula; a la vegada, el conjunt de paraules formen frases i aquestes frases, al seu torn, poden arribar a ser una obra mestra de literatura o poesia. Totes participen i, en conjunt, potencialitzen la seva capacitat.